# Into the Dark
Into the Dark ist eine US-amerikanische Horror-Fernsehserie von Blumhouse Television. Die als Anthologie konzipierte Serie besteht aus Episoden in Spielfilmlänge, die jeweils monatlich veröffentlicht werden und je einen in diesem Monat liegenden besonderen Tag behandeln. Die Erstveröffentlichung fand am 5. Oktober 2018 beim Streaminganbieter Hulu statt. Die deutsche Erstausstrahlung fand am 5. September 2019 auf dem Pay-TV-Sender AXN statt.
Im August 2019 verlängerte Hulu die Serie um eine zweite Staffel mit erneut zwölf Episoden, die im Anschluss an die erste Staffel von Oktober 2019 bis September 2020 erscheinen sollten. Aufgrund der Covid-19-Pandemie erschienen seit August 2020 keine neuen Folgen; die nächsten und letzten beiden wurden im Februar und März 2021 veröffentlicht.

## Handlung
Als Anthologie-Serie erzählt Into The Dark mit jeder Episode eine eigenständige, abgeschlossene Geschichte mit wechselnder Besetzung. Die Episoden handeln jeweils von einem bestimmten Feiertag oder anderen besonderen Tagen. Die Handlung spielt meistens zum größten Teil an diesem Feiertag, der von den Figuren begangen wird, oder der Gegenstand des Feiertags wird als Thema aufgegriffen. Darunter fallen staatliche Feiertage wie Weihnachten, andere öffentliche Feiertage wie Vater- und Muttertag und inoffizielle Aktionstage wie der erste April.

## Episodenliste

### Staffel 1
| Nr. (ges.) | Nr. (St.) | Deutscher Titel              | Originaltitel             | Erstveröffentlichung USA | Deutschsprachige Erstausstrahlung (D) | Regie              | Drehbuch                                           | Feiertag                          |
| --- | --------- | ---------------------------- | ------------------------- | ------------------------ | ------------------------------------- | ------------------ | -------------------------------------------------- | --------------------------------- |
| 1 | 1         | Halloween                    | The Body                  | 5. Okt. 2018             | 5. Sep. 2019                          | Paul Davis         | Paul Fisher & Paul Davis                           | Halloween                         |
| The Body ist eine Langfilmadaptation des gleichnamigen Kurzfilms von Paul Davis aus dem Jahr 2013. Ein Auftragsmörder schleppt an Halloween die eingepackte Leiche seines letzten Opfers vor aller Augen durch die Stadt, überzeugt, dass diese für ein Requisit eines Kostüms gehalten wird. Dies ist auch der Fall: er wird von einer Gruppe Jugendlichen wegen seines angeblichen Killer-Kostüms auf eine Halloween-Party mitgenommen. Besetzung: Tom Bateman als Wilkes, Rebecca Rittenhouse als Maggie |           |                              |                           |                          |                                       |                    |                                                    |                                   |
| 2 | 2         | Fleisch und Blut             | Flesh & Blood             | 2. Nov. 2018             | 12. Sep. 2019                         | Patrick Lussier    | Louis Ackerman                                     | Thanksgiving                      |
| Ein Jahr nach dem Tod ihrer Mutter an Thanksgiving beginnt Kimberly, die an Agoraphobie leidet und seitdem das Haus nicht mehr verlassen hat, ihren Vater eines Mordes zu verdächtigen und in ihm eine Gefahr zu sehen. Besetzung: Dermot Mulroney als Henry Tooms, Diana Silvers als Kimberly Tooms |           |                              |                           |                          |                                       |                    |                                                    |                                   |
| 3 | 3         | Pooka!                       | Pooka!                    | 7. Dez. 2018             | 19. Sep. 2019                         | Nacho Vigalondo    | Gerald Olson                                       | Weihnachten                       |
| Ein Schauspieler erhält in der Vorweihnachtszeit einen Job als Maskottchen im Werbekostüm für ein neues Plüsch-Spielzeug namens Pooka, das eine artige und eine ungezogene Seite hat. Darin entwickelt er eine verstörende zweite Persönlichkeit. Besetzung: Nyasha Hatendi als Wilson, Latarsha Rose als Melanie, Dale Dickey als Red |           |                              |                           |                          |                                       |                    |                                                    |                                   |
| 4 | 4         | Neues Jahr, neues Du         | New Year, New You         | 28. Dez. 2018            | 26. Sep. 2019                         | Sophia Takal       | Sophia Takal & Adam Gaines                         | Silvester/Neujahr                 |
| Eine Clique früherer Freundinnen, inklusive der berühmten Influencerin Danielle, trifft sich zu Silvester für eine alte Tradition wieder. Dabei verfolgen die anderen aber die geheime Absicht, Danielles dunkle Vergangenheit ihren Fans gegenüber zu enthüllen. Besetzung: Carly Chaikin als Danielle, Suki Waterhouse als Alexis, Kirby Howell-Baptiste als Kayla, Melissa Bergland als Chloe |           |                              |                           |                          |                                       |                    |                                                    |                                   |
| 5 | 5         | Abwärts                      | Down                      | 1. Feb. 2019             | 3. Okt. 2019                          | Daniel Stamm       | Kent Kubena                                        | Valentinstag                      |
| An Valentinstag stecken zwei Angestellte im Aufzug eines Bürogebäudes fest und nähern sich über die Zeit des Wartens über Flirts bis zum Sex an. Doch als auffliegt, dass der Aufzug nicht zufällig stehengeblieben ist, müssen sie gegeneinander ums Entkommen kämpfen. Besetzung: Matt Lauria als John Deakins, Natalie Martinez als Jennifer, Arnie Pantoja als Eddie |           |                              |                           |                          |                                       |                    |                                                    |                                   |
| 6 | 6         | Das Baumhaus                 | Treehouse                 | 1. März 2019             | 10. Okt. 2019                         | James Roday        | James Roday & Todd Harthan                         | Internationaler Frauentag         |
| Ein Fernsehkoch begegnet beim Rückzug auf das alte Familienanwesen einer Gruppe von Frauen, mit denen er den Abend ausklingen lässt. Doch in der Nacht stellen sie sich als Rächerinnen für die weiblichen Opfer seiner Vergehen heraus. Besetzung: Jimmi Simpson als Peter Rake, Mary McCormack als Lilith, Shaunette Renée Wilson als Marie, Maggie Lawson als Becca Wheeler, Amanda Walsh als Gwen Rake, Stephanie Beatriz als Elena                                                                     |           |                              |                           |                          |                                       |                    |                                                    |                                   |
| 7 | 7         | Ich verarsch’ Dich doch bloß | I’m Just F*cking With You | 1. Apr. 2019             | 17. Okt. 2019                         | Adam Mason         | Gregg Zehentner & Scott Barkan                     | 1. April                          |
| Zwei Geschwister halten am 1. April auf dem Weg zu einer Hochzeit an einem Motel und werden dort Opfer der Aprilscherze des Eigentümers, die immer mehr eskalieren. Besetzung: Keir O’Donnell als Larry Adams, Hayes MacArthur als Chester Conklin, Jessica McNamee als Rachel Adams |           |                              |                           |                          |                                       |                    |                                                    |                                   |
| 8 | 8         | Alles was wir zerstören      | All That We Destroy       | 3. Mai 2019              | 24. Okt. 2019                         | Chelsea Stardust   | Sean Keller & Jim Agnew                            | Muttertag                         |
| Eine Mutter erschafft für ihren Sohn Klone seines ersten weiblichen Opfers für seine mörderischen Tendenzen, was solange gut geht, bis er eine neue echte Freundin kennenlernt. Besetzung: Israel Broussard als Spencer Harris, Samantha Mathis als Dr. Victoria Harris |           |                              |                           |                          |                                       |                    |                                                    |                                   |
| 9 | 9         | Klopf, klopf                 | They Come Knocking        | 7. Juni 2019             | 31. Okt. 2019                         | Adam Mason         | Shane Van Dyke & Carey Van Dyke                    | Vatertag                          |
| Ein Vater fährt mit seinen beiden Töchtern in die Wüste, um die Asche seiner verstorbenen Frau zu verstreuen. Bevor sie dies umsetzen können, werden sie in der Nacht von Besuchern bedroht. Besetzung: Clayne Crawford als Nathan, Josephine Langford als Clair |           |                              |                           |                          |                                       |                    |                                                    |                                   |
| 10 | 10        | Kulturschock                 | Culture Shock             | 4. Juli 2019             | 7. Nov. 2019                          | Gigi Saul Guerrero | James Benson, Efren Hernandez & Gigi Saul Guerrero | Amerikanischer Unabhängigkeitstag |
| Auf der Suche nach dem amerikanischen Traum begibt sich die schwangere Marisol auf einen Marsch zum illegalen Grenzübergang. Nachdem sie von der Grenzpolizei aufgegriffen wurde, erwacht sie in einer patriotischen Idylle, die nicht echt zu sein scheint. Besetzung: Martha Higareda als Marisol, Shawn Ashmore als Thomas |           |                              |                           |                          |                                       |                    |                                                    |                                   |
| 11 | 11        | Das Schulgespenst            | School Spirit             | 2. Aug. 2019             | 14. Nov. 2019                         | Mike Gan           | Patrick Casey, Josh Miller, Mike Gan               | Schuljahresbeginn                 |
| Eine Gruppe Außenseiter – und überraschenderweise die beste Schülerin – wird beim Wochenendnachsitzen mit der Spuklegende ihrer Schule konfrontiert, als einige von ihnen nach und nach verschwinden. Besetzung: Corey Fogelmanis als Brett, Annie Q. als Erica |           |                              |                           |                          |                                       |                    |                                                    |                                   |
| 12 | 12        | Das Gelöbnis                 | Pure                      | 6. Sep. 2019             | 21. Nov. 2019                         | Hannah Macphearson | Hannah Macphearson Idee: Paul Fischer & Paul Davis | Tochtertag                        |
| In einem christlichen Sommerlager sollen neben anderen vier jungfräuliche Mädchen bei einem Purity Ball ihrem himmlischen und ihrem irdischen Vater ihre Reinheit versprechen. Aber vorher beschwören sie Lilith herauf und kommen in Kontakt mit Jungs. Besetzung: Jahkara Smith als Shay, McKaley Miller als Jo und Ciara Bravo als Lacey, Scott Porter als Pastor Seth |           |                              |                           |                          |                                       |                    |                                                    |                                   |

### Staffel 2
| Nr. (ges.) | Nr. (St.) | Deutscher Titel         | Originaltitel         | Erstveröffentlichung USA | Deutschsprachige Erstausstrahlung (D) | Regie             | Drehbuch                                              | Feiertag                          |
| --- | --------- | ----------------------- | --------------------- | ------------------------ | ------------------------------------- | ----------------- | ----------------------------------------------------- | --------------------------------- |
| 13 | 1         | Die unheimliche Annie   | Uncanny Annie         | 4. Okt. 2019             | 28. Nov. 2019                         | Paul Davis        | Alan Blake Bachelor & James Bachelor                  | Halloween                         |
| Eine Gruppe College-Studenten wird in ein Brettspiel gezogen, das ihre dunkelsten Geheimnisse und Ängste zum Leben erweckt. Besetzung: Georgie Flores als Eve, Adelaide Kane als Wendy, Paige McGhee als Grace, Jacques Colimon als Craig, Dylan Arnold als Michael, Evan Bittencourt als Peter |           |                         |                       |                          |                                       |                   |                                                       |                                   |
| 14 | 2         | Die Pilger              | Pilgrim               | 1. Nov. 2019             | 5. Dez. 2019                          | Marcus Dunstan    | Marcus Dunstan, Patrick Melton & Noah Feinberg        | Thanksgiving                      |
| Eine Familie lädt Reenactmentdarsteller der Pilgerväter zu sich ein, die ihnen ein Thanksgiving wie das allererste bereiten sollen. Doch deren Methoden, der Familie Wertschätzung und Dankbarkeit für das, was sie haben, zu lehren, werden bald gewalttätig. Besetzung: Kerr Smith als Shane, Reign Edwards als Cody, Courtney Henggeler als Anna, Taj Speights als Finn, Antonio Raul Corbo als Tate, Peter Giles als Ethan, Elyse Levesque als Patience |           |                         |                       |                          |                                       |                   |                                                       |                                   |
| 15 | 3         | Ein fieses Stück Arbeit | A Nasty Piece of Work | 6. Dez. 2019             | 12. Dez. 2019                         | Charles Hood      | Paul Soter                                            | Weihnachten                       |
| Anstelle eines Weihnachtsbonus werden zwei ambitionierte Firmenmitarbeiter (und ihre Frauen) zu einem Dinner in das Haus ihres Chefs und dessen Frau eingeladen. Mit der Aussicht auf eine Führungsposition werden sie dort zum Spielball der Verrücktheiten des exzentrischen schwerreichen Paares und gegeneinander ausgespielt, um zu sehen, wie weit sie gehen würden. Besetzung: Kyle Howard als Ted, Angela Sarafyan als Tatum, Dustin Milligan als Gavin, Natalie Hall als Missy, Julian Sands als Stephen Essex, Molly Hagan als Kiwi Essex                      |           |                         |                       |                          |                                       |                   |                                                       |                                   |
| 16 | 4         | Midnight Kiss           | Midnight Kiss         | 27. Dez. 2019            | 9. Jan. 2020                          | Carter Smith      | Erlingur Thoroddson                                   | Silvester/Neujahr                 |
| Eine Gruppe Schwuler, darunter ein frisch verlobtes Paar, und ihre heterosexuelle Freundin feiern ins neue Jahr rein mit ihrer Tradition des Mitternachtskussspiels, bei der jeder jemand Fremden küssen darf. Im Anschluss erhalten sie Besuch von einer neuen Clubbekanntschaft und einem maskierten Killer. Besetzung: Augustus Prew als Cameron, Scott Evans als Joel, Ayden Mayeri als Hannah, Lukas Gage als Logan, Chester Lockhart als Zachary, Adam Faison als Dante                                                                                            |           |                         |                       |                          |                                       |                   |                                                       |                                   |
| 17 | 5         | My Valentine            | My Valentine          | 7. Feb. 2020             | 13. Feb. 2020                         | Maggie Levin      | Maggie Levin                                          | Valentinstag                      |
| Die Popsängerinnen Valentine Fawkes und Trezzure haben den gleichen Stil und den gleichen Song, denn Valentines Ex-Freund Royal hat sie an seiner neuen Freundin kopiert. In einer privaten Konfrontation zu dritt müssen beide Frauen seine missbräuchlichen Manipulationstechniken überwinden, um ihm zu entkommen und zu sich selbst zu finden. Besetzung: Britt Baron als Valentine, Anna Lore als Trezzure, Benedict Samuel als Royal, Anna Akana als Julie |           |                         |                       |                          |                                       |                   |                                                       |                                   |
| 18 | 6         | Crawlers                | Crawlers              | 6. März 2020             | 19. März 2020                         | Brandon Zuck      | Catherine Wignall & Mike Gan; Idee: Catherine Wignall | Saint Patrick’s Day               |
| Als ihre ehemals beste Freundin plötzlich verschwindet, kommen Misty und die Verschwörungstheoretikerin Shauna in ihrer Stadt, in der ein Meteor herunterging, hinter eine Invasion von Aliens, die das Aussehen ihrer letzten Opfer annehmen. Ihre Gruppe muss das Nest der Aliens finden und zerstören und zugleich stets herausfinden, wer Mensch und wer Alien ist. Besetzung: Jude Demorest als Chloe Willis, Pepi Sonuga als Misty Carpenter, Giorgia Whigham als Shauna Shore, Olivia Liang als Yuejin, Cameron Fuller als Aaron Hampton                          |           |                         |                       |                          |                                       |                   |                                                       |                                   |
| 19 | 7         | Pooka lebt              | Pooka Lives           | 3. Apr. 2020             | 14. Mai 2020                          | Alejandro Brugués | Ryan Copple                                           | Pooka Day Anm                     |
| Pooka Lives knüpft an die Episode 1x03 Pooka! an. Ein Jahr nachdem die Erfinderin von Pooka ihren Mann und sich umgebracht hat, kreieren der Autor Derrick und seine alten Freunde eine Creepypasta-Internetchallenge um Pooka: Mittels eines Rituals könne man Pooka beschwören, der beurteilt, ob man böse war, und einen in dem Fall umbringt. Durch die Verbreitung der Story im Internet wird Pooka real und zum Monster. Besetzung: Malcolm Barrett als Derrick, Lyndie Greenwood als Susan, Felicia Day als Molly, Jonah Ray als Matt, Gavin Stenhouse als Bennie |           |                         |                       |                          |                                       |                   |                                                       |                                   |
| 20 | 8         | Mamaste                 | Delivered             | 8. Mai 2020              | 4. Juni 2020                          | Emma Tammi        | Dirk Blackman                                         | Muttertag                         |
| Die schwangere Valerie wird von einer Freundin aus dem Vorbereitungskurs, Jenny, in deren Haus gefangen gehalten, um dort das Kind zur Welt zu bringen als Ersatz für das Ungeborene, das Jenny entrissen wurde. Besetzung: Tina Majorino als Jenny, Natalie Paul als Valerie, Michael Cassidy als Tom, Micah Parker als Riley |           |                         |                       |                          |                                       |                   |                                                       |                                   |
| 21 | 9         | Ein braver Junge        | Good Boy              | 12. Juni 2020            | 25. Juni 2020                         | Tyler MacIntyre   | Aaron Eisenberg & Will Eisenberg                      | Haustier-Wertschätzungswoche      |
| Als ihre berufliche Situation sich verschlechtert, schafft Maggie sich einen Hund zur emotionalen Unterstützung an. Dieser löst ihre Probleme mit inneren Beklemmungsgefühlen, indem er zunächst ohne ihr Wissen die Personen, die sie verärgern, umbringt. Besetzung: Judy Greer als Maggie, Steve Gutenberg als Don, Ellen Wong als Annie, Elise Neal als Dr. Linda Johnson, María Conchita Alonso als Bea, McKinley Freeman als Nate |           |                         |                       |                          |                                       |                   |                                                       |                                   |
| 22 | 10        | The Current Occupant    | The Current Occupant  | 17. Juli 2020            | 30. Juli 2020                         | Julius Ramsay     | Alston Ramsay                                         | Amerikanischer Unabhängigkeitstag |
| Henry, ein Insasse einer psychiatrischen Anstalt glaubt entdeckt zu haben, dass er eigentlich der Präsident der Vereinigten Staaten ist. Besetzung: Barry Watson als Henry Cameron, Sonita Henry als Dr. Larson, Marvin „Krondon“ Jones III als Wärter, Lilli Birdsell als Helen, Kate Cobb als Eliza, Ezra Buzzington als Administrator, Joshua Burge als Garrett/Emperor |           |                         |                       |                          |                                       |                   |                                                       |                                   |
| 23 | 11        | Tentakel                | Tentacles             | 12. Feb. 2021            | 1. Juli 2021                          | Clara Aranovich   | Alexandra Pechman                                     | Valentinstag                      |
| Nach ihrer ersten Begegnung stürzen Tara und Sam sich in eine Beziehung und ein gemeinsames Haus, doch Tara bringt zwei dunkle Geheimnisse mit: einen Stalker und etwas in ihr, das Sam krank macht. Besetzung: Dana Drori als Tara/Lina, Casey Deidrick als Sam Anselm, Evan Williams als Grant, Kasey Elise als Ester |           |                         |                       |                          |                                       |                   |                                                       |                                   |
| 24 | 12        | Blutiger Vollmond       | Blood Moon            | 26. März 2021            | –                                     | Emma Tammi        | Adam Mason & Simon Boye                               | Vollmond                          |
| Nach dem Umzug in eine neue Stadt bereitet Esme sich jeden Monat erneut auf die Verwandlung ihres Sohnes Luna zu Vollmond vor. Besetzung: Megalyn Echikunwoke als Esme Rawls, Yonas Kibreab als Luna, Joshua Dov als Sam, Marco Rodríguez als Miguel, Gareth Williams als Barlow Townes, Jack Yang als Joseph |           |                         |                       |                          |                                       |                   |                                                       |                                   |

## Festivalvorführungen
Der erste Film der Reihe, Halloween (im Original The Body), hatte am 21. September 2018 beim LA Film Festival seine Weltpremiere. Der Film Ich verarsch' Dich doch bloß (im Original I’m Just F*cking With You) wurde zuerst am 10. März 2019 beim Filmfest South by Southwest im texanischen Austin gezeigt.
In Deutschland war der Film Neues Jahr, neues Du (im Original New Year, New You) vom 8. bis zum 22. September 2019 durch AXN beim Fantasy Filmfest 2019 zu sehen.

## Rezeption
Nach 22 Episoden hält die Serie in der IMDb eine Bewertung von 6,3, bei Rotten Tomatoes eine Kritikerbewertung von 73 % mit etwa gleichem Wert für beide Staffeln. Die Episode Kulturschock (Culture Shock) aus dem Juli 2019 hat als einzige eine Bewertung von 100 Prozent basierend auf 16 ausgewerteten Kritiken. Die Website Vulture führt eine Rangliste der Episoden von Autor Brian Tallerico, der Abwärts und The Current Occupant gemeinsam auf den letzten Platz gesetzt hat sowie ebenfalls Kulturschock als am besten bewertet.